# Karl Christian Riedel
Karl Christian Riedel (geboren am 2. Mai 1764 auf der Eremitage in Bayreuth, gestorben am 27. Dezember 1838 ebenda) war ein deutscher Architekt, Baubeamter des Fürstentums Bayreuth und Maler.

## Leben
Riedel war der Sohn des Architekten und Hofbauinspektors Johann Gottlieb Riedel und dessen Frau Christina Eleonora Carolina geborene Büttner. Wie seine älteren Brüder Heinrich August und Heinrich Karl Riedel war er an einer Laufbahn der Ingenieurkunst interessiert. Seun erster Unterricht war daher in dieser Richtung ausgelegt, jedoch entschied sein Vater, ihn ab dem 11. Lebensjahr in der Zivil- und Landbaukunst sowie in Architektur zu unterrichten. Es folgte eine Ausbildung in Öl-, Pastell- und Wasserfarbmalerei, die sich auf Porträts und Landschaftsbilder fokussierte. 1778 wurde Riedel im Alter von 14 Jahren bereits als Baukondukteur in Bayreuth eingestellt. Hier nutzte er die Gelegenheit, seine Fertigkeiten zu vervollkommnen. Der Fürst schickte ihn  am 23. Februar 1786 nach Dresden, um dort an der Akademie zu studieren, und dann weiter nach Berlin. Von dort aus konnte er seine Brüder auf einigen Geschäftsreisen durch die Mark Brandenburg und bis nach Pommern begleiten. Anschließend hielt er sich in Magdeburg auf, zog weiter durch das Braunschweigische Land und über Hessen, die Rheinlande, Straßburg und Nancy bis nach Paris. Hier studierte er an der Akademie bei Gabriel Pierre Martin Dumont Architektur, Bildhauerei, Malerei und Mathematik. Er musste die Reise aus persönlichen Gründen abbrechen, ehe er eine eigentlich geplante längere Reise nach Italien und England antreten konnte. So kehrte er nach einem kurzen Aufenthalt in London vorzeitig nach Bayreuth zurück. Seine Rückreise musste er 1789 zu einem großen Teil zu Fuß absolvieren. Er erhielt den Auftrag, eine Zeichnung für ein Irrenhaus in St. Georgen und ein Badehaus in Burgbernheim zu fertigen und anschließend beide zu bauen. Am 30. Oktober 1790 wurde er als Landbauinspektor in Ansbach und später in Bayreuth angestellt. Die Ernennung zum wirklichen Bauinspektor des Fürstentums Bayreuth erfolgte am 30. Januar 1793. Am 2. Februar 1796 erhielt er die offizielle Bestätigung nebst einer Aufbesserung seiner Bezüge. Ab 1810 war er als Kreisbaurat in königlich bayerischen Diensten tätig.

## Familie
Riedel war mit Anna Marianna Eleonora geborene Tretzel (* um 1772; † 12. Oktober 1844) verheiratet, das Paar hatte mehrere Kinder und sieben Enkelkinder:
- August Riedel (1799–1883), Historienmaler in Rom
- Louise Riedel ⚭ Johann Conrad Bauer
- Eduard Riedel (1813–1885), Architekt und Hofbaudirektor, ⚭ Antonie geborene Mohr

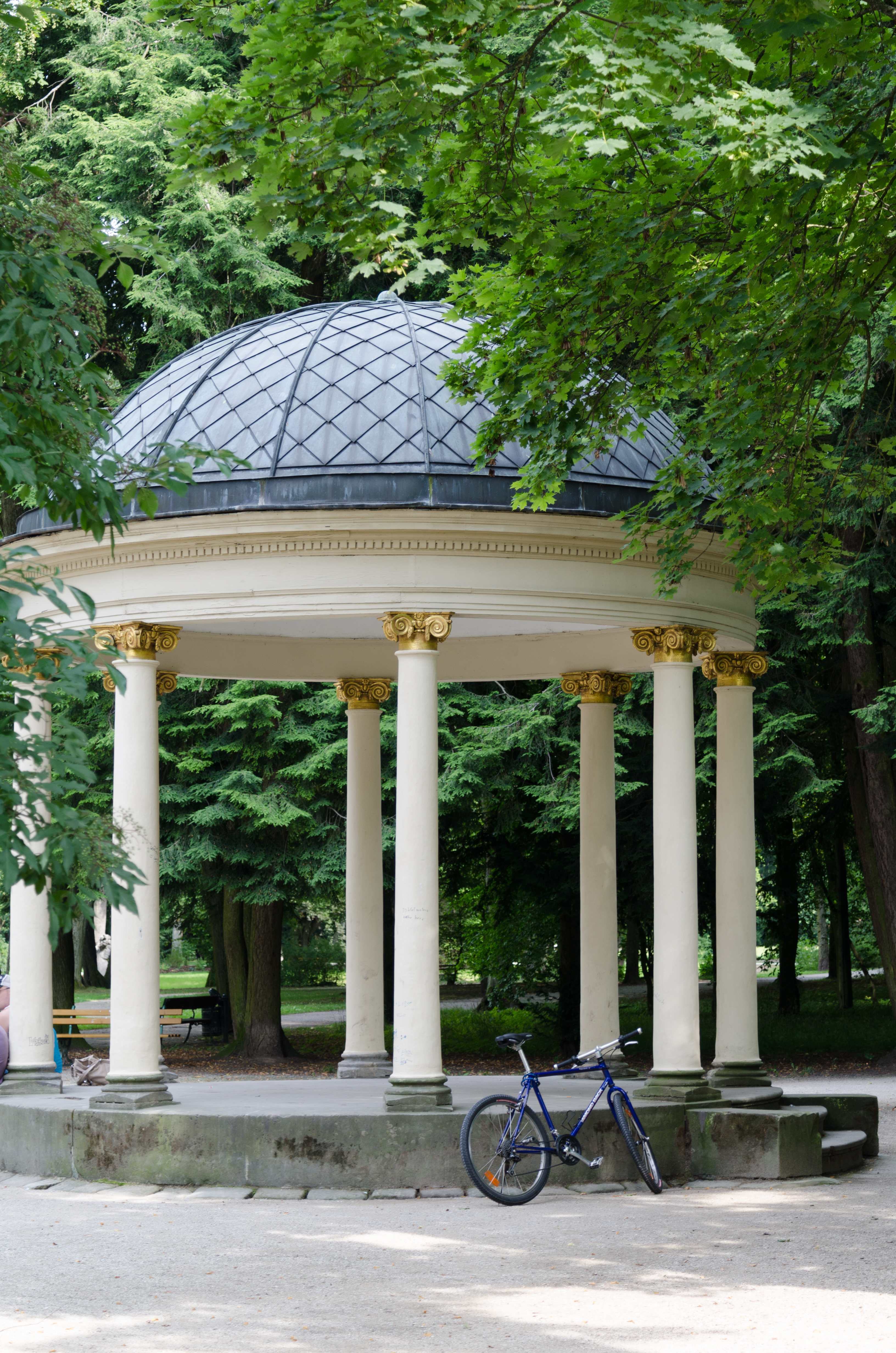
Sonnentempel im Hofgarten

## Werke (Auswahl)
- 1789: kleines Schloss für Markgraf Alexander
- 1790er Jahre: Langhaus der St.-Ägidius-Kirche in Eckersdorf
- 1806: Sonnentempel im Park des Neuen Schlosses in Bayreuth